# USS Paul Hamilton (DD-307)
Za druga plovila z istim imenom glejte USS Paul Hamilton.
USS Paul Hamilton (DD-307) je bil rušilec razreda Clemson v sestavi Vojne mornarice Združenih držav Amerike.
Rušilec je bil poimenovan po ameriškemu politiku Paulu Hamiltonu.

## Zgodovina
V skladu s Londonskim sporazumom o pomorski razorožitvi je bil rušilec 20. januarja 1930 izvzet iz aktivne službe in naslednje leto prodan kot staro železo.